# CSS Tallahassee
Le CSS Tallahassee  est un navire de guerre qui appartint à la Confederate States Navy (Marine de Guerre des États Confédérés d'Amérique), lancé le 20 juillet 1864, et qui combattit lors de la guerre de Sécession.